# Cặp đôi hoàn hảo (mùa 2)
Cặp đôi hoàn hảo là một phiên bản của chương trình Just the Two of Us của đài BBC, Anh Quốc sản xuất. Mùa thứ 2 được sản xuất năm 2013. Chương trình được phát sóng trực tiếp lúc 21h (giờ Hà Nội - UCT+7) vào các chủ nhật hàng tuần trên VTV3.
Ban giám khảo ban đầu là các nghệ sĩ Cẩm Vân, nhạc sĩ Tuấn Khanh và đạo diễn Phạm Hoài Nam., sau được thay đổi bằng đạo diễn Lê Hoàng, nhạc sĩ Lưu Thiên Hương và nhạc sĩ Lê Minh Sơn.

## Danh sách cặp
| Bạn diễn       | Nghề nghệp                  | Ca sỹ          | MSBC | Tình trạng                             |
| -------------- | --------------------------- | -------------- | ---- | -------------------------------------- |
| Minh Tiệp      | Diễn viên                   | Hà Thúy Anh    | 2    | bỏ cuộc vào 24 tháng 2 năm 2013        |
| Kim Oanh       | Diễn viên                   | Quang Hào      | 1    | Bị loại vòng 3 vào 24 tháng 2 năm 2013 |
| Phan Anh       | MC                          | Thái Trinh     | 9    | Bị loại vòng 4 vào 10 tháng 3 năm 2013 |
| Thùy Linh      | Vận động viên chuyên nghiệp | Hoàng Hải      | 6    | Bị loại vòng 5 vào 17 tháng 3 năm 2013 |
| Thuận Việt     | Nhà thiết kế thời trang     | Thảo Trang     | 5    | Bị loại vòng 6 vào 24 tháng 3 năm 2013 |
| Ngọc Oanh      | Giải bạc siêu mẫu           | Nathan Lee     | 3    | Ở lại                                  |
| Cát Phượng     | Diễn viên                   | Phan Đình Tùng | 4    | Ở lại                                  |
| Thanh Thúy     | Diễn viên                   | Dương Triệu Vũ | 7    | Ở lại                                  |
| Lê Trung Cương | Người mẫu                   | Khánh Ngọc     | 8    | Ở lại                                  |
| Khương Ngọc    | Diễn viên                   | Mỹ Lệ          | 10   | Ở lại                                  |